# Nationella konfederationen
Nationella konfederationen (polska: Konfederacja Narodu, KN) var en polsk nationalistisk motståndsrörelse under andra världskriget bildad 1940 ur den falangistiska grenen av det högerradikala partiet National-radikala lägret. Organisationens betydelse kom att bli marginell, och den gick 1941 samman med den mer moderata motståndsrörelsen ZWZ, och sedan slutligen med Armia Krajowa 1943.